# Družinska vas
Družinska vas je naselje v Občini Šmarješke Toplice.